# A mansión dos Pampín
A mansión dos Pampín és un còmic de l'il·lustrador i autor de gallec Miguelanxo Prado publicat en 2004 a petició del Colexio Oficial de Arquitectos de Galicia, que volia una història que expliqués els usos urbanístics i l'ocupació del territori, com a material de treball en el projecte Proxectoterra, que va rebre el Premio Nacional de Urbanismo de 2010.

## Argument
Una família que vol un pis més gran i vacances a la platja rep en herència una vella casa rural, i se n'aprofiten un alcalde i un constructor sense escrúpols per dur a terme negocis immobiliaris, fent desaparèixer les restes inoportunes d'un castro perquè preservar costa i no dona diners.

## Premis
- Millor obra d'autor espanyol al Saló Internacional del Còmic de Barcelona de 2005[3]
- Millor guió al Saló Internacional del Còmic de Barcelona de 2005[3]